# Bréançon
Bréançon ist eine französische Gemeinde mit 425 Einwohnern (Stand 1. Januar 2022) im Département Val-d’Oise in der Region Île-de-France; sie gehört zum Arrondissement Pontoise und zum Kanton Pontoise. Die Einwohner nennen sich Bréançonnais bzw. Bréançonnaises.

## Geografie
Die Gemeinde Bréançon befindet sich 38 Kilometer nördlich von Paris. Sie liegt im Regionalen Naturpark Vexin français.
Bréançon liegt im Vexin und besteht aus vier Ortsteilen: Bréançon, le Rosnel, le Fay und la Ferme de la Laire. Nachbargemeinden sind Marines, Le Heaulme, Haravilliers, Theuville, Grisy-les-Plâtres, Cormeilles-en-Vexin und Frémécourt.

## Geschichte
Gallo-römische Funde bezeugen eine frühe Besiedlung des Ortes.
Die Seugnerie de Bréançon gehörte im 18. Jahrhundert dem Marquis de Gouy, Maréchal de camp des armées du roi und Lieutenant général d'Île-de-France.
1866 wurde die Eisenbahnlinie von Valmondois nach Marines eingeweiht, über die Bréançon mit Pontoise und Paris verbunden wurde. Diese Linie wurde 1949 eingestellt.

## Bevölkerungsentwicklung
| Jahr      | 1962 | 1968 | 1975 | 1982 | 1990 | 1999 | 2007 |
| Einwohner | 231  | 213  | 210  | 257  | 311  | 332  | 381  |

## Sehenswürdigkeiten
- Kirche St-Crépin-St-Crépinien, erbaut ab dem 12. Jahrhundert (Monument historique)[1]